# Mohamed Sayed Soliman
Mohamed Sayed Soliman (in arabo محمد سيد سليمان‎?; 2 novembre 1958) è un ex cestista egiziano.

## Carriera
Con l'Egitto ha disputato i Giochi olimpici di Los Angeles 1984 e i Campionati mondiali del 1990.